# (12409) Bukovanská
12409 Bukovanska (1995 SL3) – planetoida z grupy pasa głównego asteroid okrążająca Słońce w ciągu 3,78 lat w średniej odległości 2,43 j.a. Odkryta 28 września 1995 roku.